# Erisma blancoa
Erisma blancoa är en tvåhjärtbladig växtart som beskrevs av L. Marcano Berti. Erisma blancoa ingår i släktet Erisma och familjen Vochysiaceae. Inga underarter finns listade i Catalogue of Life.